# .40S&W弾
.40S&W弾（10x22mm Smith & Wesson）は、スミス&ウェッソン社が開発した拳銃用の銃弾（実包）の一種。主に警察や民間で使用されている。

## 開発の経緯
10mmオート弾をベースに、ケース長を短くしさらに威力を下げた物。当時10mmオート弾には9mmパラベラム弾と.45ACP弾の中間を10mm径でカバーする事を求められていたが、この実包と共にデビューしたブレン・テンやコルト・デルタエリートに問題があった事もあり、マイナーな実包であった。他にも全長が.45ACP同様の32mmであったことから、9mmパラベラム用のフレームでは発射の衝撃で傷んでしまい、より大柄な.45ACP用のフレームをベースにする必要があるなど「銃の大きさは変わらないのに威力は低い」といった印象を与えていた。
こうした10mmオートの失敗を元に、10mmオートの弾頭とブロック基部が使え、9mmパラベラムのフレームサイズで収まる実包として開発されたのが40S&W弾である。ケース長こそ22mmと大柄ではあるが、全長7mm余りの弾頭がケース内に深めに潜り込む構造のために、実包としての全長は9mmパラベラムより短いサイズとなった。
.40S&Wを開発したスミス＆ウェッソン社は「9mmパラベラムより高威力で.45ACPより反動はマイルド」な実包（カートリッジ）と謳っている。運動エネルギーは.45ACPよりも.40S&Wのほうが大きい実包（カートリッジ）が多いが、.45ACPのほうが.40S&Wよりも重い弾頭を飛ばすことが出来る。威力は運動エネルギーだけではなく、弾頭重量も影響するため(重いほうが威力が強くなる傾向がある)、.45ACPのほうが.40S&Wよりも威力は強いという説もある。
かつてはマイナーな実包であったが、一時期.45ACPより装弾数が多く9mmパラベラムより威力が強いことが評価され、アメリカでは.40S&Wを採用する法執行機関が増えた。一時は法執行機関向け弾薬の代名詞的存在となったが、2015年にFBIが拳銃用弾薬を9mmパラベラム弾に戻すと発表して以降は、これにならって多くの法執行機関が9mmへの置き換えを進めている。

## 薬莢の材質とデザイン
薬莢は通常の真鍮製、ストレートケースリムレスとオートマチック用実包としては通常の形状である。ケース底部形状と弾頭は10mmオートから引き継いでいる。直径10mm、全長22mm。

## 使用銃

### 拳銃
- Cz75
- H&K USP
- H&K P2000
- H&K P7
- H&K P30
- H&K VP9
- SIG SAUER P226
- SIG SAUER P239
- SIG SAUER P250
- SIG SAUER P320
- SIG SAUER Pro

- S&W M&P
- グロック22,23,24,27,35
- スプリングフィールドXD
- トーラス PT92
- ベクター SP1
- ベルサ サンダー40（英語版）
- ベレッタ92
- ベレッタ90-Two
- ベレッタPx4
- ベレッタAPX
- ワルサーP99
- ワルサーPPQ
- ワルサーPPQ

### 短機関銃・PDW
- H&K MP5/40
- H&K UMP40
- クリス ヴェクター
- ブリュッガー&トーメ APC40
- ベレッタCx4